# Francevillien
Le Francevillien est une série stratigraphique du bassin de l'Ogooué, situé au sud-est du Gabon. Datée du Paléoprotérozoïque, elle présente la particularité d'être exclusivement constituée de roches sédimentaires et de n'avoir été affectée par aucun processus métamorphique, contrairement à ce que l'on observe généralement dans le monde pour les roches de cette époque. Les roches du Francevillien affleurent sur une surface d'environ 35 000 km2.

## Historique et étymologie
Le terme de Francevillien n'apparaît pour la première fois qu'en 1954, dans la notice de la carte géologique de Franceville-est. Il dérive de la localité de Franceville, chef-lieu de la province du Haut-Ogooué, dont le nom fut lui-même attribué par Pierre Savorgnan de Brazza, en 1880.

## Datation
Le Francevillien s'est entièrement déposé, et sans lacune notable, durant l'ère du Paléoprotérozoïque.
Les sédiments du Francevillien sont les mieux datés au monde au sein du Paléoprotérozoïque. Les valeurs retenues pour son âge le situent entre 2,1 et 2,4 Ga (milliards d'années).

## Divisions stratigraphiques du Francevillien
Depuis la base de la série jusqu'à son sommet, les différentes divisions du Francevillien, qui correspondent à différents faciès sont notées : FA, FB, FC, FD, et enfin FE.

## Paléoenvironnement
Le Francevillien s'est déposé dans quatre bassins qui communiquaient par des seuils et pour lesquels la configuration de départ et la tectonique ont entraîné des histoires sédimentaires divergentes qui sont le bassin de Boué, le bassin de Lastoursville, le bassin d'Okondja et le bassin de Franceville.
Les sédiments du Francevillien se sont déposés durant le pic atmosphérique de dioxygène du Paléoprotérozoïque appelé GOE (Great Oxidation Event), ou grande oxydation.

## Le cas de l'uranium
Parmi les différentes minéralisations présentes au sein du Francevillien, celle de l'uranium représente un cas à part en raison de son caractère exceptionnel à l'échelon mondial,. La couche FA recèle en effet les sites des réacteurs d'Oklo, unique cas sur la planète de réacteurs nucléaires naturels,,.

## Paléontologie du Francevillien
La première découverte de restes d'organismes vivants fossilisés dans le Francevillien fut publiée en 1966. Mais ce n'est que depuis la fin du xxe siècle et le début du xxie siècle que les découvertes paléontologiques dans les sédiments du Francevillien se multiplient.
Ont ainsi été publié différentes découvertes.
- En 1966 - Phytomorphes, possibles Botryococcacées[9].
- En 1994 - Stromatolites microfossilifères[11].
- En 1997 - Microfossiles des stromatolites[12].
- En 2010 - Organismes multicellulaires macroscopiques[13].
- En 2010 - Stromatolites, laminites stromatolitiques et organismes multicellulaires macroscopiques[2]
- En 2014 - Groupe fossile de Franceville[14].
- En 2015 - Consortiums multicellulaires[15].
- En 2017 - Macrofossiles « Akouemma »[16],[17].